# Sair da varanda

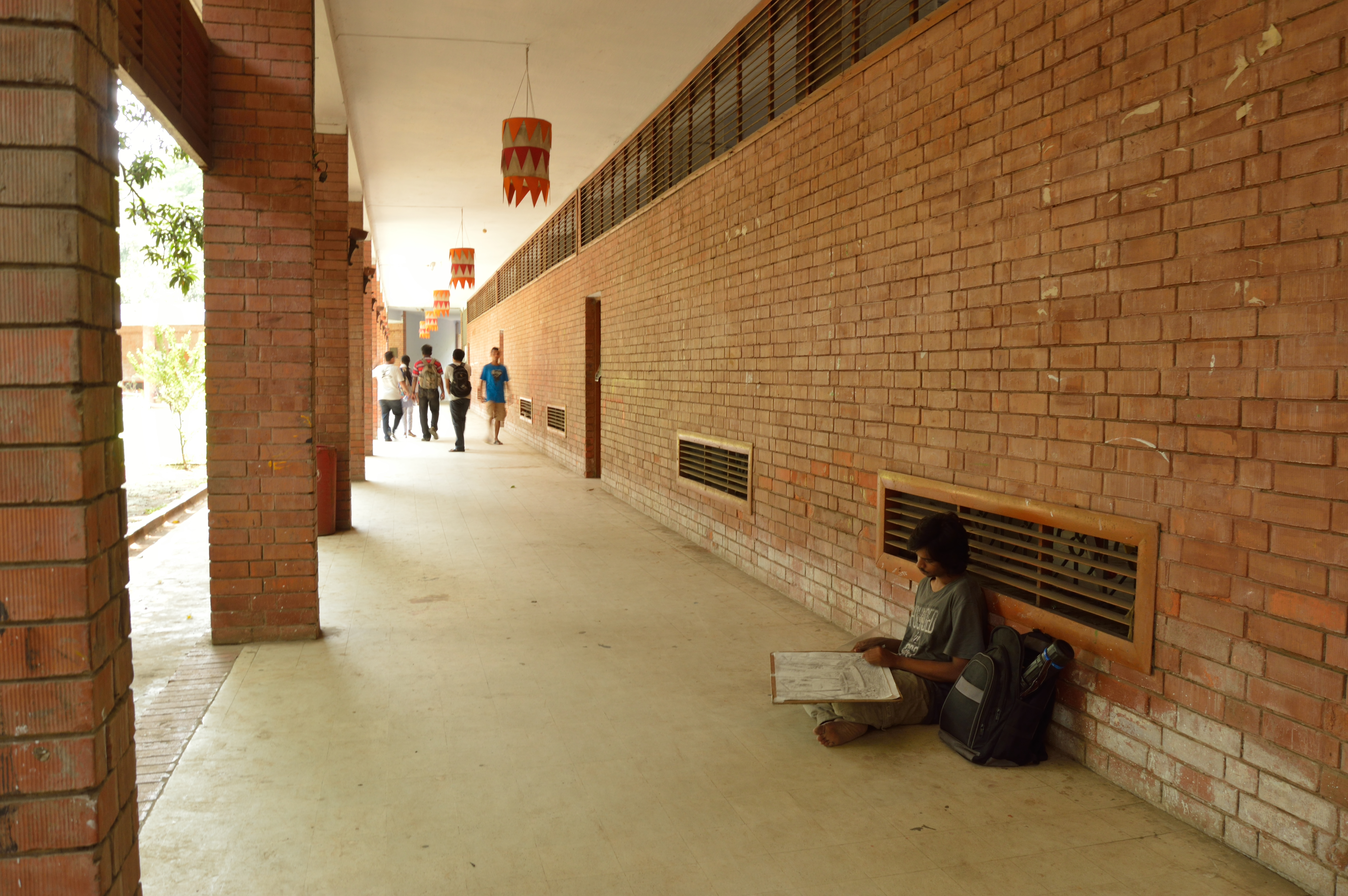
Um estudante sentado em uma varanda na Universidade de Daca, Bangladesh, 2015

"Sair da varanda" é uma frase frequentemente atribuída ao antropólogo Bronisław Malinowski, que enfatizou a necessidade de um trabalho de campo que permita ao pesquisador vivenciar a vida cotidiana de seus sujeitos junto com eles. Neste contexto, também é interpretado como uma crítica à teorização de poltrona.

## Origem
Embora frequentemente usada para descrever a mensagem de Malinowski e ocasionalmente atribuída diretamente a ele,:203 as origens da frase não são claras, e também foi atribuída à crítica de Ian Jarvie à ideia de Malinowski em seu livro A Revolução na Antropologia, de 1964, no qual ele parafraseou a mensagem de Malinowski aos seus seguidores::34
| “ | Logo as vozes da crescente massa de estudantes puderam ser ouvidas ... "Mestre ... mostre-nos como podemos fazer isso", imploraram a Malinowski ... Malinowski atendeu ao seu apelo. De volta veio a resposta, o segundo slogan: “Saia da varanda, saia dos estudos e junte-se ao povo”. Traduzido, diz: "não fique sentado tecendo teorias como teias de aranha na varanda ... fique entre as pessoas, conheça-as ...":43 | ” |

## Significado

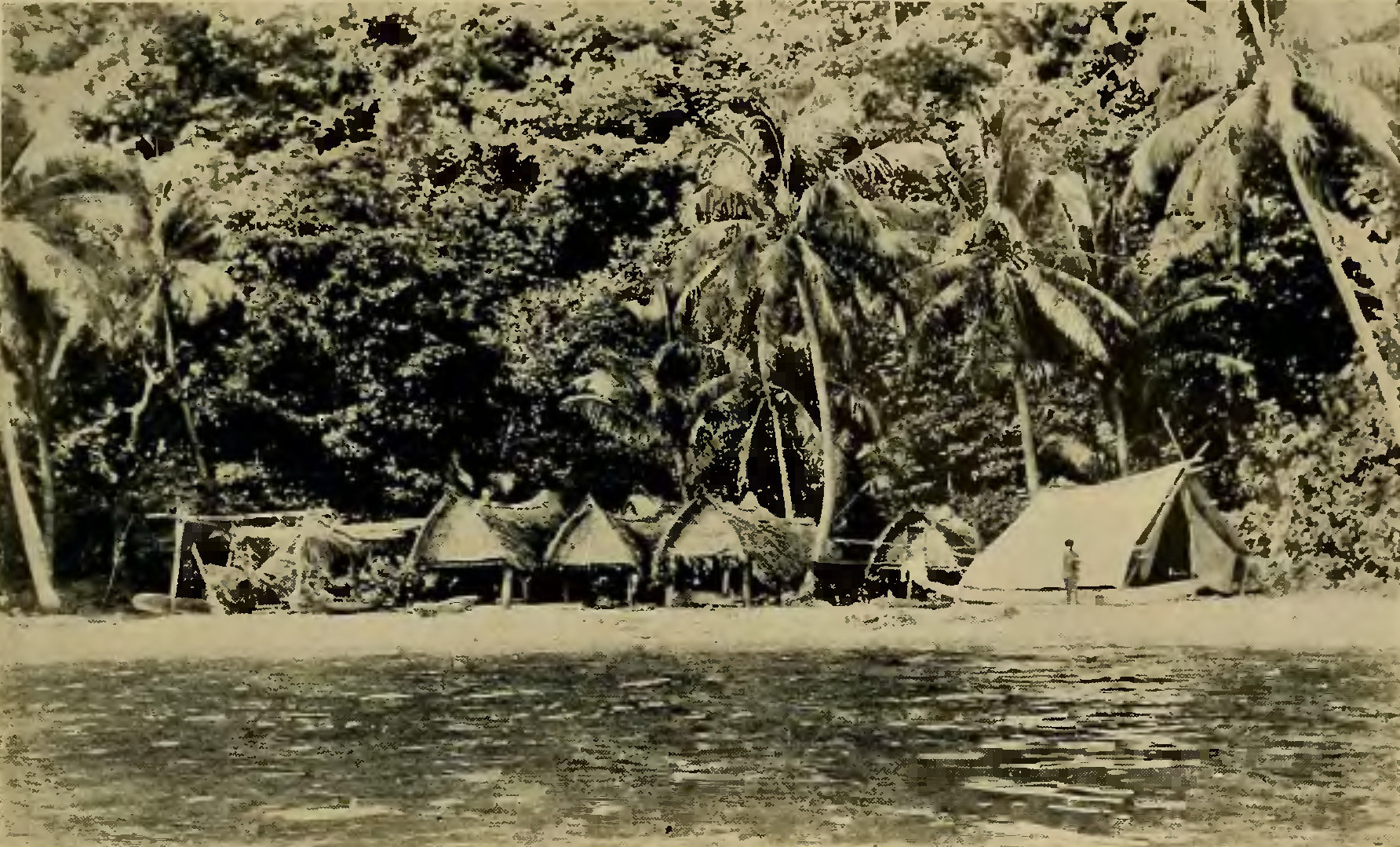
Uma foto (ilustração I) de Argonautas do Pacífico Ocidental (1922), de Malinowski, mostrando a aldeia nativa, bem como a tenda de Malinowski

A frase refere-se ao argumento promovido pelo antropólogo Bronisław Malinowski que enfatizou a necessidade de um trabalho de campo que permita ao pesquisador vivenciar a vida cotidiana de seus sujeitos ao lado deles. Malinowski enfatizou a importância da observação participante detalhada e argumentou que os antropólogos devem ter contato diário com seus informantes se quiserem registrar adequadamente as "imponderabilidades da vida cotidiana" que são tão importantes para a compreensão de uma cultura diferente.:10 :203:271:22:74 Neste contexto, também é interpretado como uma crítica à teorização de poltrona.
Judith Okely comentando sobre a antropologia moderna, escreveu que "Há muito tempo fora da poltrona, [os antropólogos] saíram da varanda", :1 também observando que os "antropólogos de poltrona ... viviam do material trazidos de volta por ocidentais que viajaram para lugares distantes". :17 Ela também distingue o grupo de “antropólogos de varanda”, que visitavam novos lugares, mas não aprendiam a língua das pessoas que observavam, dependendo de intérpretes e raramente interagindo com seus sujeitos. :18 Aqui, a proverbial inovação de Malinowski foi passar "da varanda para a tenda, que ele armou no centro da aldeia". :19
Na verdade, Malinowski, na sua investigação pioneira, montou uma tenda no meio das aldeias que estudou, nas quais viveu por longos períodos de tempo, semanas ou meses.:20:361 Ele também aprendeu a língua dos nativos.:334 Seu argumento foi moldado por suas experiências iniciais como antropólogo em meados da década de 1910 na Austrália e na Oceania, onde durante sua primeira viagem de campo ele se viu totalmente despreparado para isso, por não conhecer a língua do povo que ele conhecia. começou a estudar, nem conseguiu observar suficientemente os seus costumes quotidianos (nessa viagem inicial, ficou alojado com um missionário local e apenas fazia viagens diárias à aldeia, tarefa que se tornou cada vez mais difícil quando perdeu o tradutor).:1182-1183 Sua decisão pioneira de posteriormente mergulhar na vida dos nativos representa sua solução para esse problema e foi a mensagem que ele dirigiu aos novos e jovens antropólogos, com o objetivo de melhorar sua experiência e permitir-lhes produzir dados melhores. :22 Devido ao impacto de seu argumento, Malinowski é às vezes creditado como o inventor do campo da etnografia.:2 A frase também é o título do documentário de André Singer de 1986 sobre o trabalho de Malinowski.
A ideia de Malinowski, no entanto, foi alvo de algumas críticas. Ian Jarvie se descreveu como "fortemente discordante" disso; e argumentou que foi o ataque de Malinowski à escola de trabalho de campo de James Frazer, um ataque que não era apenas sobre metodologia, mas sobre filosofia, na forma de propagar a visão funcionalista e focar no "ritual em vez da crença". :43 :10–13 A relação entre Frazer — um influente antropólogo inicial, no entanto descrito como o clássico estudioso de poltrona :17 –  e Malinowski era complexa; Frazer foi um dos mentores e apoiadores de Malinowski, e seu The Golden Bough (1890) é creditado por inspirar o jovem Malinowski a se tornar um antropólogo. :9 Ao mesmo tempo, Malinowski criticou Frazer desde seus primeiros dias, e foi sugerido que o que ele aprendeu com Frazer não foi "como ser um antropólogo", mas "como não fazer antropologia".